# Мікаель Мальса
Мікаель Мальса (фр. Mickaël Malsa, нар. 12 жовтня 1995, Париж) — французький футболіст, півзахисник марокканського клубу «Відад» (Касабланка) та національної збірної Мартиніки.

## Клубна кар'єра
Народився 12 жовтня 1995 року в місті Париж. Займатися футболом починав у 7 років у передмісті Парижа. У 2008 році перейшов до академії клубу «Булонь-Біянкур», а в 2009 році перебрався до школи «Сошо». На дорослому рівні дебютував у сезоні 2012/13 у складі резервної команди «Сошо-2», а 8 лютого 2014 року Мальса дебютував за першу команду «Сошо» у Лізі 1, з'явившись у стартовому складі у виїзному матчі проти «Лілля». У французькій еліті гравець провів 4 матчі, але за підсумками сезону «Сошо» вилетів до Ліги 2, де наступного сезону Мальса зіграв ще 5 матчів. Після закінчення сезону 2014/15 його контракт з рідним клубом не було продовжено
Влітку 2015 року підписав контракт із клубом другого дивізіону Бельгії «Антверпен», де провів півтора роки, після чого 2017 року недовго грав у клубі французької третьої ліги «Авранш».
Влітку 2017 року Мальса став гравцем нідерландського клубу «Фортуна» (Сіттард), однак у новому клубі провів лише 5 матчів. Через це у січні 2018 року гравець був відданий в оренду до грецького «Платаніас», а сезон 2018/19 провів в оренді в клубі іспанської Сегунди «Альбасете». 
3 вересня 2019 року підписав контракт з іншим клубом Сегунди «Мірандесом», де теж провів один сезон. Надалі грав за клуби Ла Ліги «Леванте» та «Реал Вальядолід». У складі «Вальядоліда» він зіграв лише трохи більше 150 хвилин, тому в лютому 2023 його віддали в оренду турецькій команді «Касимпаша». У сезоні 2023/24 років він повернувся до «Вальядоліда» та зіграв чотири гри, перш ніж розірвав свій контракт 27 лютого 2024 року.
29 січня 2025 року, після майже року без команди, він підписав контракт з марокканським «Відадом» (Касабланка). Станом на 7 липня 2025 року відіграв за клуб з Касабланки 5 матчів у національному чемпіонаті.

## Виступи за збірну
2014 року зіграв у складі національної збірної Мартиніки на Карибському кубку, що проходив на Ямайці. Мальса провів усі три матчі, але його команда посіла третє місце у групі і не вийшла у наступний раунд.
| Дата       | Місто       | Господарі         | Результат | Гості     | Турнір                | Голи | Примітки |
| ---------- | ----------- | ----------------- | --------- | --------- | --------------------- | ---- | -------- |
| 12-11-2014 | Монтего-Бей | Ямайка            | 1 – 1     | Мартиніка | Карибський кубок 2014 | -    | 36'      |
| 14-11-2014 | Монтего-Бей | Мартиніка         | 0 – 3     | Гаїті     | Карибський кубок 2014 | -    | 63'      |
| 16-11-2014 | Монтего-Бей | Антигуа і Барбуда | 0 – 2     | Мартиніка | Карибський кубок 2014 | -    |          |
| Усього     |             | Матчів            | 3         |           | Голів                 | 0    |          |